# Kanton Val d'Oingt
Val d'Oingt ( voor 2020 Le Bois-d'Oingt ) is een kanton van het Franse departement Rhône. Het kanton maakt deel uit van het arrondissement Villefranche-sur-Saône.
Op 1 januari 2017 gingen de gemeenten Liergues en Pouilly-le-Monial op in de nieuwgevormde gemeente Porte des Pierres Dorées. Op 1 januari 2019 kwam daar de gemeente Jarnioux bij.
Ook fuseerden op diezelfde datum de gemeenten Le Bois-d'Oingt, Oingt en Saint-Laurent-d'Oingt tot de nieuwgevormde gemeente Val d'Oingt.
Op 5 maart 2020 werd dan ook de naam van het kanton aangepast van 'Le Bois-d'Oingt' naar 'Val d'Oingt'.

## Gemeenten
Het kanton Val d'Oingt omvat de volgende gemeenten:
- Alix
- Bagnols
- Belmont-d'Azergues
- Le Breuil
- Bully
- Chamelet
- Charnay
- Châtillon
- Chessy
- Cogny
- Frontenas
- Légny
- Létra
- Moiré
- Porte des Pierres Dorées
- Sainte-Paule
- Saint-Germain-Nuelles
- Saint-Jean-des-Vignes
- Saint-Vérand
- Ternand
- Theizé
- Val d'Oingt
- Ville-sur-Jarnioux

Anse · L'Arbresle · Belleville · Brignais · Genas · Gleizé · Mornant · Saint-Symphorien-d'Ozon · Tarare · Thizy-les-Bourgs · Val d'Oingt · Vaugneray · Villefranche-sur-Saône